# I Palindrome I
I Palindrome I é o oitavo EP da banda They Might Be Giants, lançado em 1992.

## Faixas
Todas as faixas por They Might Be Giants.
1. "I Palindrome I" - 2:26
2. "Cabbagetown" - 2:56
3. "Siftin'" - 2:34
4. "Larger Than Life" - 4:17